# Unstoppable (álbum de Rascal Flatts)
Unstoppable é o sexto álbum de estúdio da banda country norte americana Rascal Flatts. Foi lançado em 7 de abril de 2009, sendo o último da banda a ser lançado pela Lyric Street Records.
O álbum estreou no topo da Billboard 200, vendendo 351,000 cópias, foi a quarta vez consecutiva e também a última que um álbum da banda estreou no topo da Billboard 200. Até junho de 2010, o álbum tinha vendido mais de 1,230,000 cópias somente nos Estados Unidos e foi certificado como platina pela RIAA. Uma edição especial do álbum foi lançada pela loja de departamentos norte-americana J.C. Penney, contendo a faixa bônus "American Living". A cada CD vendido na rede, foi doado $1 para a organização sem fins lucrativos da própria empresa, a JC Penney Afterschool, dedicada a ajudar crianças carentes a ter acesso a programas extracurriculares. A turnê do álbum também foi patrocinada pela empresa, sendo nomeada de "Rascal Flatts American Living Unstoppable Tour".

## Singles
O primeiro single do álbum, "Here Comes Goodbye", lançado em 20 de janeiro de 2009, foi co-escrito pelo finalista da sexta temporada do American Idol, Chris Sligh, e foi o único do álbum a alcançar o topo da Billboard Hot Country Songs. "Summer Nights" foi lançada como o segundo single do álbum, em 19 de maio de 2009, tendo alcançado a segunda posição da Hot Country Songs. O terceiro single do álbum, "Why", lançado em 29 de setembro de 2009, foi o single da banda com o pior desempenho naquela lista até sua data de lançamento, ficando no máximo na décima oitava posição da lista, além de ter sido o único single do álbum a não aparecer na Canadian Hot 100. "Unstoppable", o quarto e último single, foi lançado em 4 de janeiro de 2010 e conseguiu alcançar o top 10 da lista, na sétima posição.   

## Lista de faixas
| Unstoppable (Versão Original) |                       |                                                |         |  |
| N.º                           | Título                | Compositor(es)                                 | Duração |  |
| 1.                            | "Love Who You Love"   | Jason Sellers · Neil Thrasher · Paul Jenkins   | 3:36    |  |
| 2.                            | "Here Comes Goodbye"  | Chris Sligh · Clint Lagerberg · Charles Kelley | 4:02    |  |
| 3.                            | "Close"               | Jay DeMarcus · Michael Dulaney · Sellers       | 3:48    |  |
| 4.                            | "Forever"             | Sellers · Thrasher                             | 4:16    |  |
| 5.                            | "She'd Be California" | Jenkins · Sellers · Tim Nichols                | 4:18    |  |
| 6.                            | "Unstoppable"         | DeMarcus · James T. Slater · Hillary Lindsey   | 3:48    |  |
| 7.                            | "Things That Matter"  | Gary LeVox · Thrasher · Dulaney                | 4:41    |  |
| 8.                            | "Summer Nights"       | LeVox · Brett James · Michael Busbee           | 4:03    |  |
| 9.                            | "Holdin' On"          | Dulaney · Thrasher · Wendell Mobley            | 4:25    |  |
| 10.                           | "Once"                | Kara DioGuardi · John Shanks · Jeffrey Steele  | 3:50    |  |
| 11.                           | "Why"                 | Rob Mathes · Allen Shamblin                    | 4:55    |  |
| Duração total:                | Duração total:        | Duração total:                                 | 45:41   |  |

| Faixa Bônus da J.C. Penney |                   |                                   |         |  |
| N.º                        | Título            | Compositor(es)                    | Duração |  |
| 12.                        | "American Living" | LeVox · Joe Don Rooney · DeMarcus | 3:15    |  |
| Duração total:             | Duração total:    | Duração total:                    | 48:56   |  |